# Chantel Jeffries
Chantel Taleen Jeffries (Coronado, 1 de octubre de 1992) es una disk jockey, productora musical, actriz, modelo y personalidad de YouTube estadounidense. Lanzó su primer sencillo, «Wait» en 2018, con el sello discográfico de Universal Music Group. La canción alcanzó el número 10 en la lista de canciones Hot Dance/Electrónica de Billboard.

## Biografía
Jeffries nació el 1 de octubre de 1992, en Coronado, California. Sus padres son el Coronel Edward Jeffries y Kathleen Jeffries. Creció con un hermano y una hermana menores en Jacksonville, Carolina del Norte. Su padre trabajaba para una empresa de entrenamiento militar y es un veterano del Cuerpo de los Marines. Su familia siempre estaba viajando de un lugar a otro debido al trabajo de su padre. Jeffries se graduó en el Instituto Massaponax en Virginia, y acudió a la Universidad Internacional de Florida, donde estudió Artes de la Comunicación y Bellas Artes.[cita requerida]

## Carrera de música

### 2018–presente:Calculated Luck
Poco después de firmar con el sello 10ː22 pm, de Universal Music Group, se anunció que Jeffries lanzaría su primer sencillo el 4 de mayo de 2018. En la canción aparecen los raperos estadounidenses Offset y Vory, quienes se pasaron y escucharon la canción y quisieron "poner algunas melodías." "Wait" se lanzó oficialmente el 4 de mayo de 2018. Se estrenó un vídeo musical vertical para el sencillo el 5 de junio de 2018. Jeffries lanzó su segundo sencillo, "Both Sides", el 13 de julio de 2018, con la participación de Vory. Un tercer sencillo se estrenó el 10 de agosto de 2018, llamado "Better". En él aparecían los raperos estadounidenses BlocBoy JB y Vory. El 1 de febrero de 2019, Jeffries lanzó su cuarto sencillo "Facts", con la participación de los raperos YG, Rich the Kid, y BIA. Ese mismo día se estrenó el vídeo lírico.

## Discografía

### Singles
| Título                                  | Año  | Posiciones máximas en las listas | Posiciones máximas en las listas | Álbum             |
| Título                                  | Año  | US Dance                         | US Dance Digital                 | Álbum             |
| --------------------------------------- | ---- | -------------------------------- | -------------------------------- | ----------------- |
| "Wait" (feat. Vory y Offset)            | 2018 | 10                               | 4                                | Singles sin álbum |
| "Both Sides" (feat. Vory)               | 2018 | —                                | —                                | Singles sin álbum |
| "Better" (feat. BlocBoy JB y Vory)      | 2018 | 32                               | —                                | Singles sin álbum |
| "Facts" (feat. YG, Rich The Kid, y BIA) | 2019 | —                                | —                                | Singles sin álbum |
| "Chase the Summer" (feat. Jeremih       | 2019 | —                                | —                                | Singles sin álbum |